# Suanètes
Les Suanètes - latin : Suanetes ; grec ancien :Σουάνητες, Souánētes - sont un peuple antique des Alpes. Ils sont parfois mentionnés sous le nom de Sarunètes ou Suanitae. 
L'emplacement de leur territoire est relativement incertain. Il pourrait s'agir de la vallée de Schams dans le canton des Grisons. D'autres, sur des critères toponymiques, ont pu suggérer le val Soana dans le Piémont, une hypothèse qui reste peu étayée et qui est en contradiction avec le témoignage antique de Pline, qui les place à proximité des sources du Rhin. De même, Claude Ptolémée les place sans ambiguïté au sud de la Rhétie.
Ces deux auteurs, Pline l'Ancien et Ptolémée, leur donnent pour voisin les Vennonètes et les Rigusces. Situés aux sources du Rhin, ils sont également proches géographiquement des Ubères et des Lépontiens.
Ils sont conquis militairement par Rome entre 16 et 15 av. J.-C., lors de la campagne de pacification des Alpes menées par Drusus et Tibère, sous le règne d'Auguste. C'est ainsi qu'ils sont mentionnés sur le Trophée des Alpes, en compagnie des Rugusces et des Calucones.

## Référence
- (it) Cet article est partiellement ou en totalité issu de l’article de Wikipédia en italien intitulé « Suaneti » (voir la liste des auteurs).

1. ↑  Giovanni Oberziner, Le guerre di Augusto contro i popoli Alpini,1900.
2. ↑  Pline, Histoire naturelle, Livre III, 24, 2.
3. ↑  Claude Ptolémée, Géographie, Livre II, 12, 1-5.